# Club Náutico de Estartit

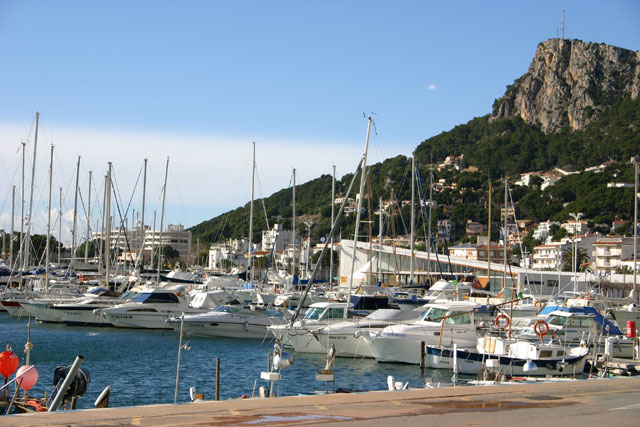
Haven van l’Estartit, op de achtergrond Roca Maura (226 m) massief

De Club Náutico de Estartit is de jachthaven van de Spaanse badplaats L'Estartit, gesitueerd aan de Costa Brava in de gemeente Torroella de Montgrí. De haven ligt op korte afstand van de eilandengroep en het natuurreservaat Illes Medes.
De installaties beslaan een oppervlakte van 15.945 m² met 738 aanlegplaatsen voor boten van vier à 25 meter lengte. Er is een parkeerplaats voor voertuigen, winterberging, bar en zeilschool.

## Foto's

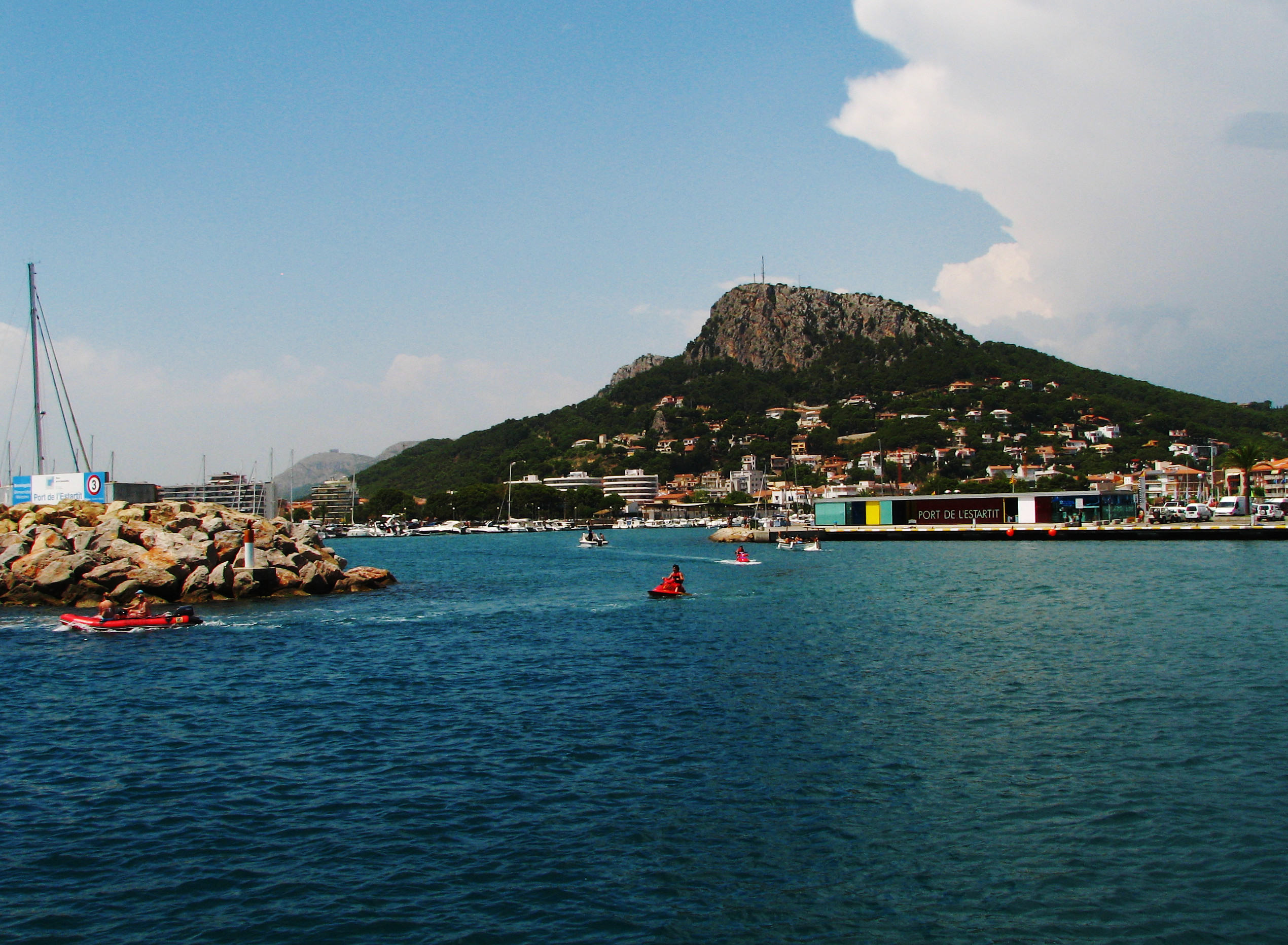
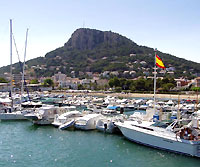